# Río Chico (vattendrag i Chile, Región de Los Lagos, lat -43,20, long -71,81)
Río Chico är ett vattendrag  i Chile.   Det ligger i regionen Región de Los Lagos, i den södra delen av landet, 1 100 km söder om huvudstaden Santiago de Chile.
I omgivningen kring Río Chico växer i huvudsak blandskog och området är  mycket glesbefolkat, med 4 invånare per kvadratkilometer.